# Terra e Paixão
Terra e Paixão este o telenovelă braziliană din 2023.

## Distribuție
- Cauã Reymond - Caio Meirelles La Selva
- Bárbara Reis - Aline Barroso Machado
- Johnny Massaro - Daniel La Selva
- Paulo Lessa - Jonatas dos Santos
- Débora Falabella - Lucinda do Carmo Amorim
- Agatha Moreira - Graça Borghin Junqueira
- Tony Ramos - Antônio La Selva
- Glória Pires - Irene Pinheiro La Selva